# Ruhner Berge

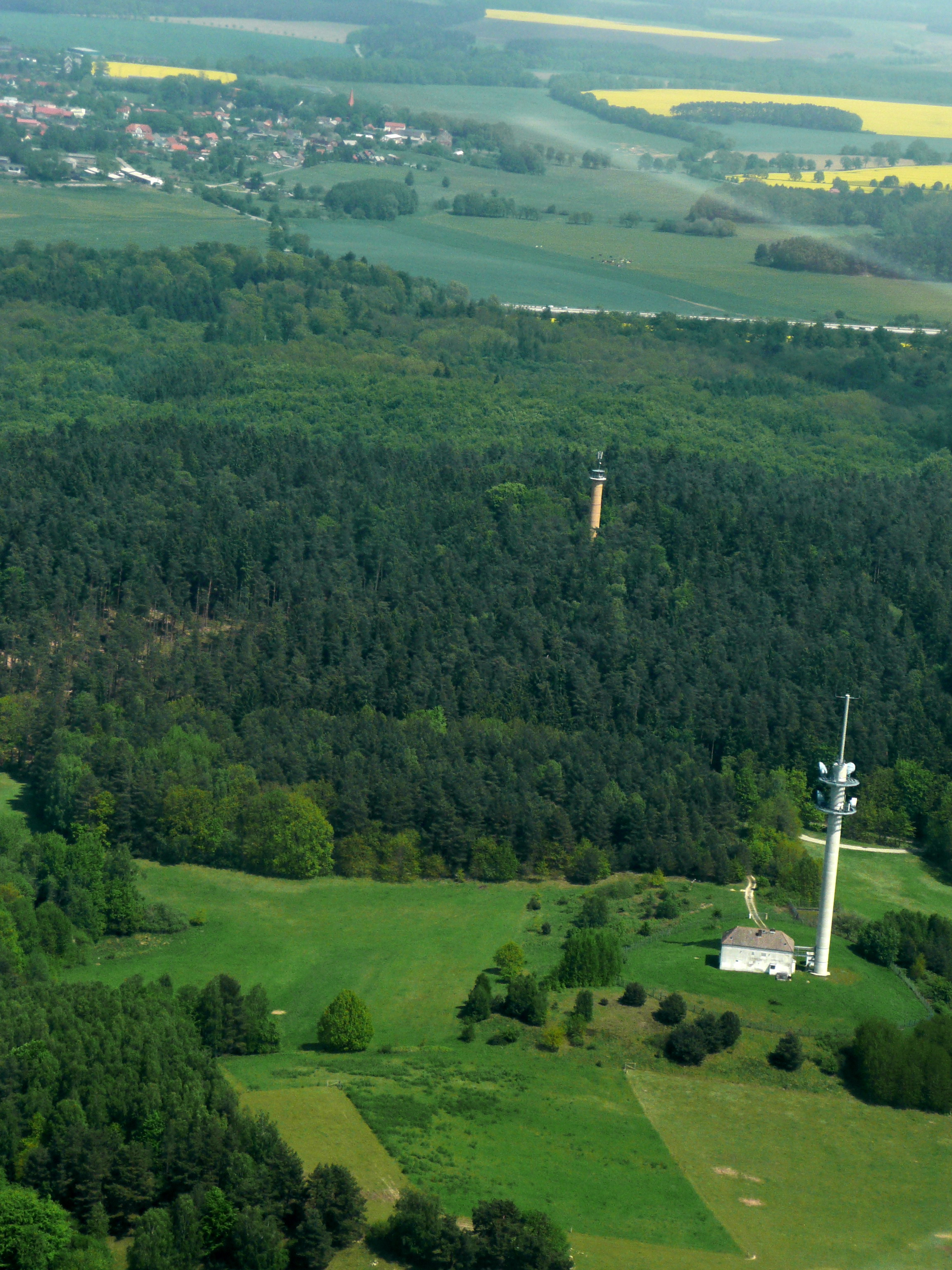
Ruhner Berge (2010)

Die Ruhner Berge sind eine bis zu 176,8 m ü. NHN hohe Endmoräne bei Ziegendorf. Sie liegen im südlichen Mecklenburg und reichen in die Prignitz. In den Ruhner Bergen liegt die nach den Helpter Bergen zweithöchste Erhebung in Mecklenburg-Vorpommern.
Benannt sind sie nach dem früheren Dorf Ruhn, das heute eine Wüstung ist. Anfang der 1980er Jahre war die Grundstruktur des Dorfes (Fundamentreste und Gärten) noch erkennbar.

## Lage und Natur

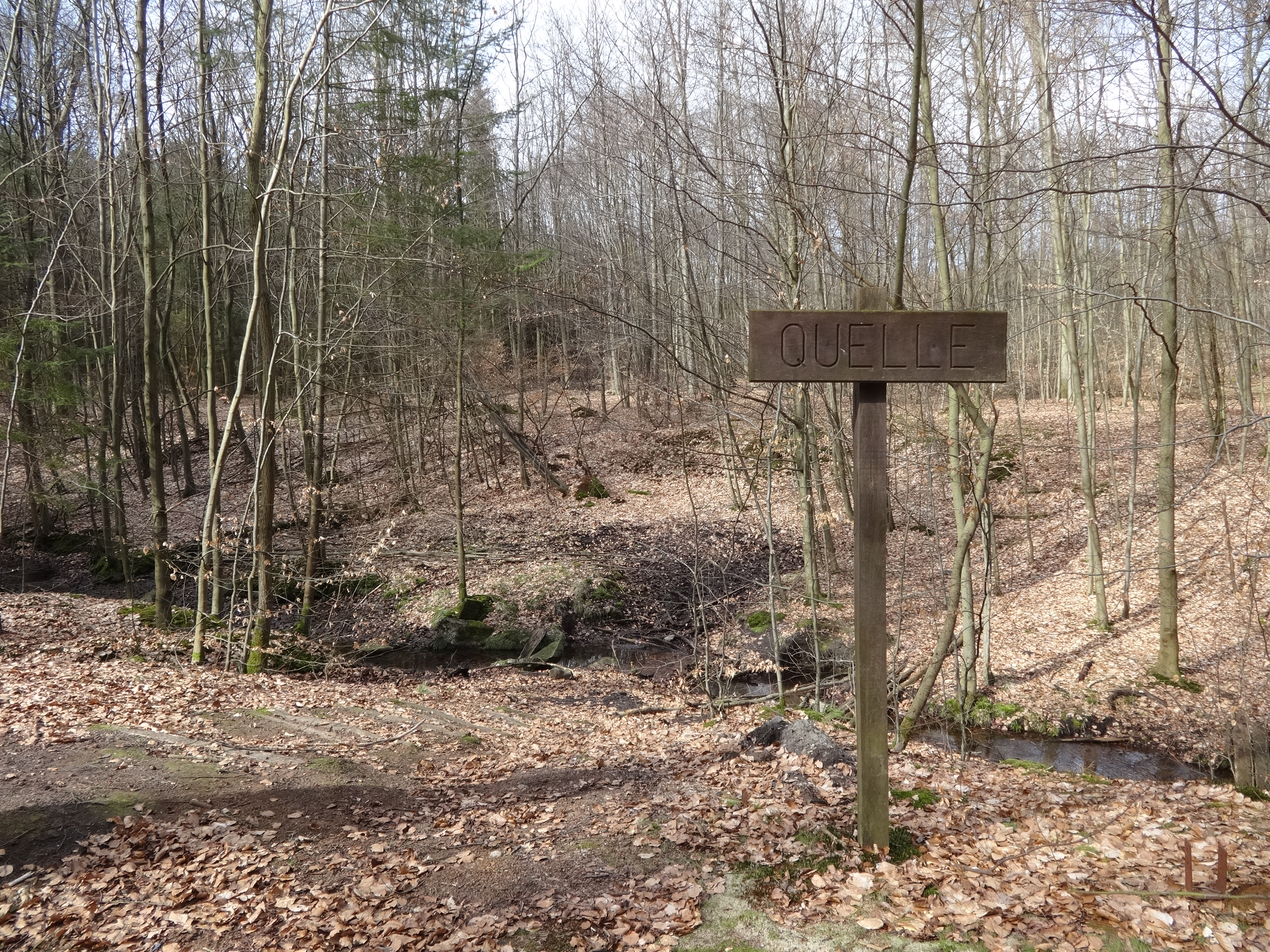
Diese Quelle speist den Marnitzer Bach, der in die Mooster mündet

Die Ruhner Berge befinden sich großenteils im Landkreis Ludwigslust-Parchim. Die östlichen Ausläufer reichen in den Landkreis Prignitz auf brandenburgischem Gebiet. Der Höhenzug liegt rund 15 Kilometer südsüdöstlich der Stadt Parchim bzw. erstreckt sich sichelförmig in etwa zwei Kilometer Entfernung um den Hauptort der Gemeinde Marnitz herum.
Am Westhang der Ruhner Berge, der etwa zwölf Kilometer lang und nur wenige Kilometer breit ist, entspringt die Löcknitz. Marnitz, als größtes Dorf der kaum besiedelten Hügelkette, liegt am Nordosthang der Ruhner Berge. Im Norden durchschneidet die Bundesautobahn 24 die Hügellandschaft. Im Osten liegt Suckow.
Die Hügelkette der 1994 zum Landschaftsschutzgebiet erklärten Ruhner Berge ist ein Stauchmoränengebiet der vorletzten Vereisung, der Saale-Eiszeit. Ab dem 16. Jahrhundert waren im Wald Aschenbrenner aktiv, die Pottasche für die Glasherstellung erzeugten. Sie erlebten ihre Hochphase in der Mitte des 17. Jahrhunderts, als Glasbrennereien in Kummin, Tessenow, Griebow, Ruhn, Leppin, Poltnitz und anderen Gemeinden entstanden. Der hohe Bedarf an Holz führte zu einer Verwüstung der umliegenden Wälder und schließlich zur Aufgabe der Glasbrennereien in der Mitte des 18. Jahrhunderts. 1723 schlossen die letzten Glashütten in Ruhn und Griebow. Im 19. Jahrhundert verschwand weiterhin die Arbeit des Aschenbrenners durch den Einsatz von industriell gewonnenem Kaliumkarbonat. In der Zeit des Ersten und Zweiten Weltkrieges sammelten die Anwohner nicht nur Dürrholz, sondern schlugen zum Teil erhebliche Mengen Holz aus dem Wald. Dies führte zu einer Verdrängung der Buchen zu Gunsten anspruchsloserer Baumarten wie die Fichte oder Kiefern. Das Revier in Marnitz führte daher bereits in den 1930er Jahren im Zuge einer Arbeitsbeschaffungsmaßnahme auf 46,6 Hektar eine Aufforstung mit Buchen durch. Im 21. Jahrhundert wird diese hauptsächlich von Mischwald bedeckt. Mit Hilfe forstwirtschaftlicher Maßnahmen soll eine weitere Durchforstung erfolgen, die auch das Einbringen von standortgerechten Laubbaumarten umfasst. Ein Lehrpfad veranschaulicht die Besonderheiten der Natur. Das Waldgebiet der Ruhner Berge heißt Marnitzer Buchen.

## Ruhner Berg
Die höchste Erhebung des Höhenzugs Ruhner Berge, ist mit 176,8 m ü. NHN der Ruhner Berg, der mit dieser Höhe die zweithöchste Erhebung in Mecklenburg-Vorpommern ist und recht deutlich aus seiner Umgebung herausragt. Mehrere Wanderwege aus Mentin oder Drefahl führen zu seiner Bergkuppe.
Auf dem Ruhner Berg findet jedes Jahr zum dritten Advent ein traditionelles Turmblasen vom 2001 errichteten neuen Aussichtsturm statt. 2014 war dies beispielsweise das Landesposaunenwerk aus Barkow mit Unterstützung von Jagdhornbläsern aus Blüthen und Reetz.

### FF-Stein

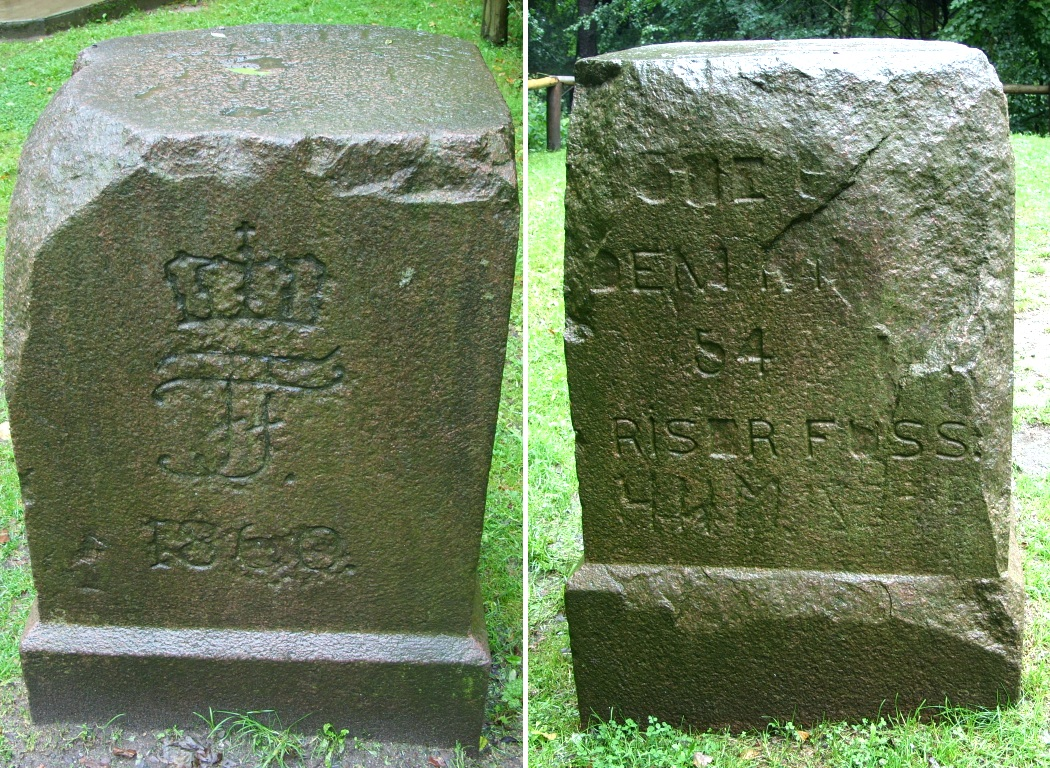
Herzogliches Wappen und Rote Armee – „FF-Stein“

Neben dem offiziellen Vermessungsstein an der höchsten Stelle befindet sich der von Geodäten FF-Stein genannte Trigonometrische Punkt des Hauptdreiecksnetzes der ersten Triangulation in Mecklenburg durch Friedrich Paschen. Die Bezeichnung des Steins ist angelehnt an Friedrich Franz II., der die Großherzoglich Mecklenburgische Landvermessung (1853–1860) in Auftrag gab.
In den Stein sind nachträglich kyrillische Buchstaben, wie etwa auf der Westseite ein „ГИК“ und die Jahreszahl „1945г“, eingeschlagen worden.

### Aussichtsturm

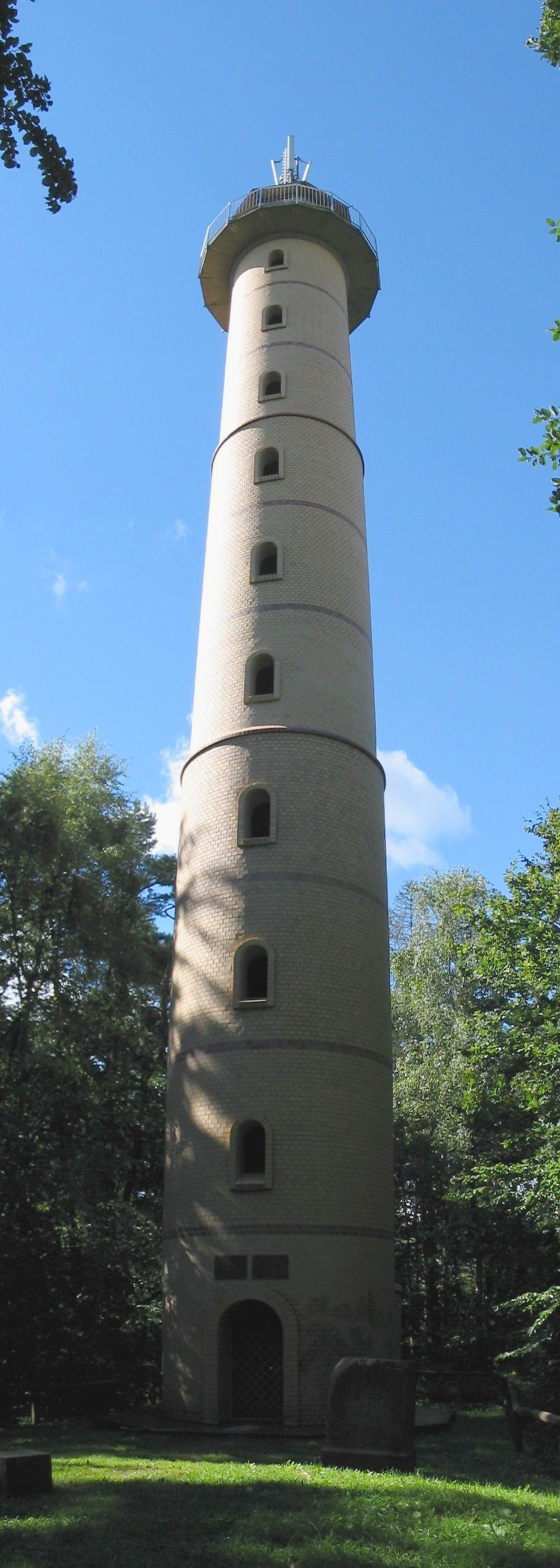
Aussichtsturm (Ruhner Berg)

Bereits im Juni 1907 schlug der Krieger- und Militärverein Marnitz vor, einen Moltke-Turm zu errichten. Aber erst 1913 erfolgte die Auslobung eines Wettbewerbs „unter den in Mecklenburg geborenen oder dort ansässigen Künstlern“, die der in Malchow geborene Architekt Friedrich Wilhelm Virck für sich entscheiden konnte. Wegen fehlender Mittel und des Beginns des Ersten Weltkriegs wurde das Projekt 1916 endgültig eingestellt und die gesammelten Spenden einer Wohltätigkeitsstiftung für Kriegshinterbliebene überwiesen. Fast 20 Jahre später konnte ein ähnliches Projekt in Angriff genommen werden. 1933 wurde auf dem Ruhner Berg ein Aussichtsturm errichtet. Er erhielt damals den Namen des Gauleiters für Mecklenburg-Lübeck, Friedrich Hildebrandt. Dieser Turm stand bis 1946. Bereits 1952 wurde die Errichtung eines hölzernen Feuerwachturmes geplant, aber erst 1960–1961 nach einer neuen Planung gebaut, er stand bis 1975. In den Jahren 2000 und 2001 wurde ein 32 Meter hoher gemauerter Turm errichtet. Von der Aussichtsplattform hat man Ausblick über die Waldlandschaft der Ruhner Berge, zur Mecklenburgischen Seenplatte, in die Tiefebene (Prignitz) und bis hinüber zur Elbe. Der Turm wurde durch EU-Fördermittel, Spenden von in der Region ansässigen Unternehmen und Privatpersonen sowie durch die umliegenden Gemeinden, deren Wappen auf Blechschildern innerhalb des Turms dargestellt sind, finanziert. Neben der touristischen Nutzung dient das Bauwerk als Mobilfunkmast.

### Fernmeldeturm
Am Südwesthang des Ruhner Bergs befindet sich seit 1992 ein 91 m hoher Fernmeldeturm der Deutsche Funkturm GmbH in Stahlbetonbauweise (53° 17′ 39″ N, 11° 54′ 4″ O).

## Erhebungen
Zu den Ruhner Bergen gehören:
- Ruhner Berg (176,8 m)
- Dachsberg (169,1 m)
- Reiherberg (161,4 m)
- Priemerberg (152,6 m)
- Buchberg (150,1 m)
- Scharfenberg (135,7 m)
- Krügerberg (128,3 m)
- Taubenberg (126,7 m)
- Schwarzer Berg (125,2 m)
- Horststückenberg (124,5 m)